# Nosy Mitsio
Nosy Mitsio är en ö i Madagaskar. Den ligger i den norra delen av landet, 700 km norr om huvudstaden Antananarivo. Arean är 32 kvadratkilometer.
Terrängen på Nosy Mitsio är platt. Öns högsta punkt är 178 meter över havet. Den sträcker sig 13,6 kilometer i nord-sydlig riktning, och 10,7 kilometer i öst-västlig riktning.